# KrasAvia
La KrasAvia (in russo КрасАвиа?) è una compagnia aerea statale russa con la base tecnica all'aeroporto di Krasnojarsk-Čeremšanka (in russo Аэропорт Красноярск-Черемшанка?), nel Kraj di Krasnojarsk, in Russia.

## Storia
La KrasAvia è stata creata sulla base della compagnia aerea russa Evenkija-Avia (in russo Эвенкия-Авиа?). La compagnia aerea russa gestisce gli aeroporti russi di Tura, Chatanga, Bajkit, Vanavara.
Il 6 marzo 2006 è stato rilasciato il certificato dell'Ente dell'Aviazione Civile della Russia per poter effettuare i voli di linea e cargo in Russia.
Il 4 luglio 2007 la compagnia aerea russa ha preso il nome attuale KrasAvia.
La KrasAvia pianifica l'ampliamento della flotta degli aerei con i nuovi Antonov An-140 per poter effettuare i voli di linea sulle rotte a medio raggio fino a 1 500 km.
Nel 2009 la KrasAvia ha trasportato 101000 passeggeri, il 25% in più rispetto al 2008. La compagnia aerea di Krasnojarsk è stata nominata per il premio "Le Ali della Russia 2009" nella categoria delle linee aeree regionali per i risultati raggiunti nello sviluppo dell'aviazione regionale nel Territorio di Krasnojarsk negli ultimi anni.
Nel periodo gennaio - settembre 2010 la KrasAvia ha trasportato 104492, il 21% in più rispetto allo stesso periodo del 2009. Gli aeroporti del nord del Territorio di Krasnojarsk (Bajkit, Tura, Dikson, Chatanga, Enisejsk, Vanavara) che sono passati nella gestione dalla compagnia aerea di Krasnojarsk hanno registrato il traffico di 80 000 passeggeri con un aumento di 20% ai primi nove mesi del 2009.
Nel 2011 la compagnia aerea KrasAvia ha trasportato 167000 passeggeri, il 30% in più rispetto al 2010.
Nel 2015 la KrasAvia ha trasportato 203386 passeggeri, il 86,8% in più rispetto a 108891 passeggeri trasportati nel 2014.

## Strategia
La compagnia aerea effettua i voli di linea, i voli charter regionali ed interregionali con la flotta degli aerei Antonov e Yakovlev, Let L 410 e degli elicotteri Mil Mi-8.

## Flotta

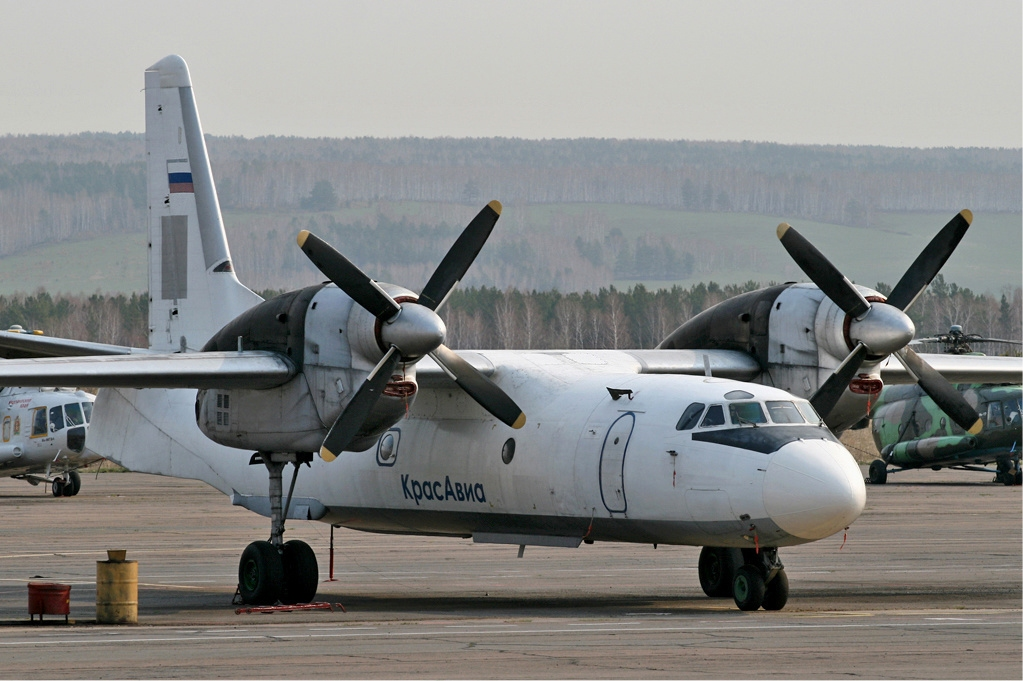
Antonov An-32 nella livrea della KrasAvia all'aeroporto di Krasnojarsk.

Aerei
- 9 Antonov An-2
- 4 Antonov An-3T
- 4 Antonov An-24
- 4 Antonov An-26B-100
- 1 Antonov An-32
- 5 Let L 410
- 8 Yakovlev Yak-42

Elicotteri
- 29 Mil Mi-8/Mi-8AMT[6]

## Ordinazioni
- 3 Antonov An-38 (38 passeggeri)
- 7 Antonov An-140-100 (50 passeggeri)[7]
- 15 Antonov An-148
- 2 Tupolev Tu-204-100[8]

## Flotta storica
- Mil Mi-2
- Tupolev Tu-154M
- Yakovlev Yak-40

## Accordi commerciali
- NordStar Airlines